# Tamnoleđa bjelooka
Tamnoleđa bjelooka (Zosterops ficedulinus) je vrsta ptice iz porodice Zosteropidae. Vrstu je opisao Gustav Hartlaub 1866. godine. Endem je na otocima Príncipe i São Tomé, gdje je ograničen na brdovitu unutrašnjost južnih dijelova. Njegova prirodna staništa su suptropske ili tropske vlažne nizinske šume i suptropske ili tropske vlažne planinske šume. Ugrožena je gubitkom staništa.